# ラウス・フルビッツの安定判別法
ラウス・フルビッツの安定判別法（-あんていはんべつほう、Routh–Hurwitz stability criterion）は、連続時間の制御系が安定か不安定かを調べるための判別法の1つである。離散系におけるジュリーの安定判別法と対応する。

## ラウスの安定判別法
1874年にラウスは、次の特性方程式
{\displaystyle a_{0}s^{n}+a_{1}s^{n-1}+a_{2}s^{n-2}+\cdots +a_{n-1}s+a_{n}=0}
の係数 {\displaystyle a_{0},~a_{1},~a_{2},~\cdots ,~a_{n}} から以下のような数列を作ったとき、この数列の符号を調べることで不安定根が存在するかどうか判別できることを示した。
上式の係数を次のような配列（ラウス配列）に並べる。
{\displaystyle {\begin{array}{c|ccccc}s^{n}&a_{0}&a_{2}&a_{4}&a_{6}&\cdots \\s^{n-1}&a_{1}&a_{3}&a_{5}&a_{7}&\cdots \\s^{n-2}&\displaystyle {\frac {a_{1}a_{2}-a_{0}a_{3}}{a_{1}}}=b_{1}&\displaystyle {\frac {a_{1}a_{4}-a_{0}a_{5}}{a_{1}}}=b_{2}&\displaystyle {\frac {a_{1}a_{6}-a_{0}a_{7}}{a_{1}}}=b_{3}&\cdots &\cdots \\s^{n-3}&\displaystyle {\frac {b_{1}a_{3}-a_{1}b_{2}}{b_{1}}}=c_{1}&\displaystyle {\frac {b_{1}a_{5}-a_{1}b_{3}}{b_{1}}}=c_{2}&\cdots &\cdots &\cdots \\s^{n-4}&\displaystyle {\frac {c_{1}b_{2}-b_{1}c_{2}}{c_{1}}}=d_{1}&\displaystyle {\frac {c_{1}b_{3}-b_{1}c_{3}}{c_{1}}}=d_{2}&\cdots &\cdots &\cdots \\\vdots &\vdots &\vdots &\vdots &\vdots &\vdots \\s^{0}&&&&&\\\end{array}}}
このラウスの安定判別法は、（係数が同符号であるときに、）
特性方程式の正の実部をもつ根の数は、ラウス配列の最初の列
{\displaystyle a_{0},~a_{1},~b_{1},~c_{1},~d_{1}}
の正負の符号変化の数に等しい。
というものである。すなわち、ラウス配列の最初の列に符号変化があれば、その制御系は不安定であることになる。

## フルビッツの安定判別法
1895年にフルビッツは、ラウスの安定判別法とは独立にフルビッツの安定判別法を示した。
両判別法は数学的には全く同じであることがわかっている。
特性方程式
{\displaystyle a_{0}s^{n}+a_{1}s^{n-1}+a_{2}s^{n-2}+\cdots +a_{n-1}s+a_{n}=0}
の根がすべて負の実部をもつための必要十分条件は(i)-(iii)のすべての条件を満たすことである。
(i) 係数 {\displaystyle a_{0},~a_{1},~a_{2},~\cdots ,~a_{n-1},~a_{n}} がすべて存在する(すべて非零である)。
(ii) すべての係数は同符号である。
(iii) 以下の行列式がすべて正であること（{\displaystyle a_{0}>0}とする）。
{\displaystyle D_{1}=a_{1},~}
{\displaystyle D_{2}={\begin{vmatrix}a_{1}&a_{3}\\a_{0}&a_{2}\end{vmatrix}},~}
{\displaystyle D_{3}={\begin{vmatrix}a_{1}&a_{3}&a_{5}\\a_{0}&a_{2}&a_{4}\\0&a_{1}&a_{3}\end{vmatrix}},~}
{\displaystyle \vdots }
{\displaystyle D_{n-1}={\begin{vmatrix}a_{1}&a_{3}&a_{5}&\cdots &a_{2n-3}\\a_{0}&a_{2}&a_{4}&\cdots &a_{2n-4}\\0&a_{1}&a_{3}&\cdots &a_{2n-5}\\0&a_{0}&a_{2}&\cdots &a_{2n-6}\\0&0&a_{1}&\cdots &a_{2n-7}\\\vdots &\vdots &\ddots &\ddots &\vdots \\0&0&0&\cdots &a_{n-1}\\\end{vmatrix}}}
このとき、特性方程式の次数の関係で存在しない係数は零として扱う。
例えば、{\displaystyle s^{2}+5s+6=0}のような場合（因数分解すれば簡単であるが）、上記のフルビッツ行列{\displaystyle D}に当てはめると、
{\displaystyle D_{1}=5>0}
{\displaystyle D_{2}={\begin{vmatrix}5&a_{3}\\1&6\end{vmatrix}}}
となり、特性方程式の次数の関係で存在しない部分が現れてしまう。
この場合には、{\displaystyle a_{3}=0}として扱う。